# 戈拉卡德县

戈拉卡德县在阿薩姆邦的位置

戈拉卡德县（英語：Golaghat district）是印度東北部阿薩姆邦的一個縣，面積3,502平方公里，每年平均降雨量1,300毫米，2011年人口946,279，人口密度每平方公里270人。行政中心戈拉卡德。
26°00′N 93°00′E / 26.0°N 93.0°E